# Tabor (film)
Pour plus de détails, voir Fiche technique et Distribution.
Tabor est un film français réalisé par Georges Péclet, sorti en 1954.

## Synopsis
L'épopée des goumiers marocains, de l'Italie au Rhin, en passant par la Corse et le débarquement  en Provence, au cours de la Seconde Guerre mondiale.

## Fiche technique
- Titre : Tabor
- Titre alternatif : Les Lions de l'Atlas
- Réalisation : Georges Péclet
- Scénario : Georges Péclet et Jane-Édith Saintenoy, d'après le roman de Jacques Augarde[1]
- Dialogues : Jane-Édith Saintenoy
- Photographie : Willy Faktorovitch
- Montage : Eliane Bensdorp
- Musique : Marceau Van Hoorebecke et Jean Yatove
- Décors : Maurice Bernard
- Son : Maurice Laroche
- Production : S.F.P.
- Pays de production :  France
- Durée : 100 minutes (1 h 40)
- Date de sortie : 
  - France : 22 février 1954
- Affiche : René Péron (France)

## Distribution
- Armand Mestral : Lieutenant Blancard
- Pierre Larquey : L'aumônier
- Thomy Bourdelle : Capitaine Lenoir
- Jean Berton : Armande
- Olivier Mathot : 	Adjudant Lenoir
- Viviane Méry
- Michel Vadet
- Georges Aber
- Alain Terrane
- Jean Panisse